# 東文間村
東文間村（ひがしもんまむら）とは、茨城県北相馬郡にかつて存在した村である。現在の茨城県利根町の東部に位置している。
村の南部には利根川、北部には新利根川が流れている。

## 沿革
- 1889年（明治22年）4月1日 - 町村制施行に伴い、福木村･中谷村･立崎村･惣新田･加納新田･東奥山新田が合併し北相馬郡東文間村が発足。
- 1955年（昭和30年）1月1日 - 布川町、文村、文間村と合併し、利根町が発足。